# Johan Rippen
Johan Jacob Rippen (Den Haag, 1 oktober 1909 – Ede, 5 mei 1994) was een Nederlandse omroepbestuurder en pianofabrikant. Van 1968 tot 1971 was hij voorzitter van de Evangelische Omroep.

## Levensloop
Rippen groeide op in Den Haag. Zijn vader was eigenaar van een pianohandel. Aanvankelijk werkte de jonge Rippen samen met zijn broer in de winkel, maar hij voelde meer voor het zelf bouwen van piano's. In 1937 bouwde hij zijn eerste piano, drie jaar later waren het er al vijftig. Hij bleef lange tijd directeur van Nederlands grootste pianofabriek. Het grote succes kwam met de Maestro, een revolutionair piano-ontwerp, waarbij de snaren niet kruislings, maar parallel werden gespannen op een verticaal frame. Het model werd ook wel een staande vleugel genoemd. Van de Maestro werd ook een kleiner model ontwikkeld: de Sheherazade. In Ierland kwam er een tweede fabriek onder leiding van zoon Nico. Deze fabriek werd later weer gesloten. Door toenemende concurrentie uit Japan en andere marktontwikkelingen kwam het bedrijf uiteindelijk in de problemen. In 1991 werd het faillissement uitgesproken over het bedrijf dat inmiddels onder leiding stond van Rippens zoon Pieter. Het restant van de overgebleven productie werd in 1992 overgeheveld naar het Russische Sint-Petersburg.
In 1968 trad Rippen aan als voorzitter van de Evangelische Omroep, die het jaar daarvoor was opgericht. Op dat moment was hij actief bij de Vereniging Schrift en Getuigenis, de vereniging voor verontruste gereformeerden. Hij waarschuwde regelmatig voor de vrijzinnige tendensen binnen zijn kerk. Als EO-voorzitter stond hij vooral het conservatieve geluid voor. Het produceren van drama lag moeilijk bij de nieuwe omroep, omdat de zonde niet gespeeld mocht worden en acteurs niet mochten bidden, omdat er dan sprake van een nepgebed zou zijn. Ook verzette Rippen zich tegen de muzikale optredens bij de omroep van de recent tot het christendom bekeerde Gert en Hermien. Hun optredens zouden volgens hem te oppervlakkig zijn en te weinig aansluiting hebben bij de reformatorische traditie.
Onder Rippen begon de EO in 1970 wel met uitzenden op de nationale televisie. Hij maakte in 1971 plaats voor Willem Glashouwer sr. als nieuwe voorzitter. Hij bleef wel aan als bestuurslid. In juni 1982 stapte hij vanwege het beleid van directeur Bert Dorenbos plotseling op in het bestuur. Hij verweet Dorenbos zonder medeweten van het bestuur allerlei projecten te hebben opgezet die de taak van de omroep ver te buiten gingen. Daarna kwam hij nog in de Stichtingsraad, maar in 1984 legde hij al zijn functies neer.
Naast zijn activiteiten voor de EO en de pianofabriek was Rippen in de jaren zeventig betrokken bij de vestiging van verschillende noodkerken, onder andere in zijn woonplaats Ede. In 1989 maakte hij samen met zijn vrouw de overstap naar de Gereformeerde Kerken vrijgemaakt. Ook was hij betrokken bij de oprichting van het Christelijk Streeklyceum in Ede. 
Jan Kits sr. (1967-1968) · Johan Rippen (1968-1971) · Willem Glashouwer sr. (1971-1983) · Jan Velema (1983-1990) · Arie van der Veer (1990-2008) · Arjan Lock (2008-heden)